# Sokołów (gmina Sieradz)
Sokołów – wieś w Polsce położona w województwie łódzkim, w powiecie sieradzkim, w gminie Sieradz.
W latach 1975–1998 miejscowość należała administracyjnie do województwa sieradzkiego.

## Historia
W II połowie XVIII w. majątek był królewszczyzną w rękach Kazimierza Albina Lenartowicza, pułk. wojsk koronnych, konfederata barskiego oraz powstańca kościuszkowskiego (był przywódcą wojskowym insurekcji woj.sieradzkiego). Po nim dobra te przejął jego syn Andrzej Lenartowicz. Do Lenartowiczów, w tamtym czasie, należały sąsiednie wsie - Budziczna (Budziczno) i Dąbrowa. Kontrakt o dzierżawę tego majątku, w dniu 26.05.1816 roku, zawarł z Andrzejem Lenartowiczem Ignacy Bogusławski, syn Jakuba i Marianny z Chodakowskich. W wyniku tego kontraktu Bogusławski wniósł Lenartowiczowi kwotę 3 tys. zł. pol. na 3 lata (do dnia 13.06.1819 roku), która została rok później zapisana na jego rzecz w hipotece dóbr Dąbrowa i Budziczna. Ignacy Bogusławski dzierżawił Sokołów dwukrotnie – ok. 1805 r. oraz w latach 1816–1819.